# Jose Glover
Joseph Glover, normalmente llamado José o Josse, (fallecido a finales de 1638) fue un ministro no conformista inglés, conocido por ser un pionero de la imprenta en las colonias inglesas de Norteamérica y una de las personas que contribuyó a la creación del Harvard College.
Glover fue rector de Sutton, entonces en el condado de Surrey, de 1628 a 1636. Se casó por segunda vez hacia 1630, con Elizabeth Harris, hija del reverendo Nathaniel Harris, rector de Bletchingley en Surrey.
Glover visitó Nueva Inglaterra en torno a 1634 y consiguió apoyos para lo que sería el Harvard College. Consiguió comprar una imprenta y un equipo asegurando fondos tanto en Inglaterra como en Holanda y firmó un acuerdo con los herreros Stephen y Matthew Daye y tres trabajadores el 7 de junio de 1638 en Cambridge para enviar el equipo a América a bordo del barco John of London y posteriormente operarlo.  Glover murió de fiebre durante el viaje de regreso a América más tarde en 1638, pero su esposa y los hermanos Daye pudieron continuar con su trabajo de establecer una imprenta en Nueva Inglaterra.
La American Antiquary Society documenta que Glover había redactado su testamento el 16 de mayo de 1638, y que fue aprobado en el Tribunal Prerrogativo de Canterbury el 22 de diciembre de ese año.
Utilizando el material que Glover había comprado, Daye publicó The Free Man's Oath en 1639, que era la documentación para un juramento de lealtad a los colonos. The Whole Booke of Psalmes, se publicó al año siguiente, en 1640, que se convirtió en el primer libro completo que se publicó en el Nuevo Mundo.
José y Elizabeth Glover tuvieron un hijo, John, que también se graduó en Harvard y fue médico, y murió en 1668.